# 科哈尼夫卡 (波隆涅區)
50°3′54″N 27°20′34″E / 50.06500°N 27.34278°E
科哈尼夫卡（烏克蘭語：Коханівка），是烏克蘭西部的村莊，隸屬赫梅利尼茨基州的舍佩蒂夫卡區。該村始建於1610年，面積1.678平方公里，海拔高度256米，2001年人口476。